# رولف سنجر
رولف سنجر (بالألمانية: Rolf Singer) (و. 1906 – 1994 م) هو عالم نبات، وأستاذ جامعي، وعالم فطريات ألماني، ولد في شليرزيه، توفي في شيكاغو، عن عمر يناهز 88 عاماً.

## التعليم
تعلم في الأكاديمية الروسية للعلوم، في تخصص علم الأحياء، وتحصل منها على دكتوراه (حتى 1940)، وجامعة فيينا، وجامعة لودفيغ ماكسيميليان في ميونخ.

## جوائز
حصل على جوائز منها:
- Distinguished Mycologist Award ‏ (1986)
- زمالة غوغنهايم.